# Ligier JS1

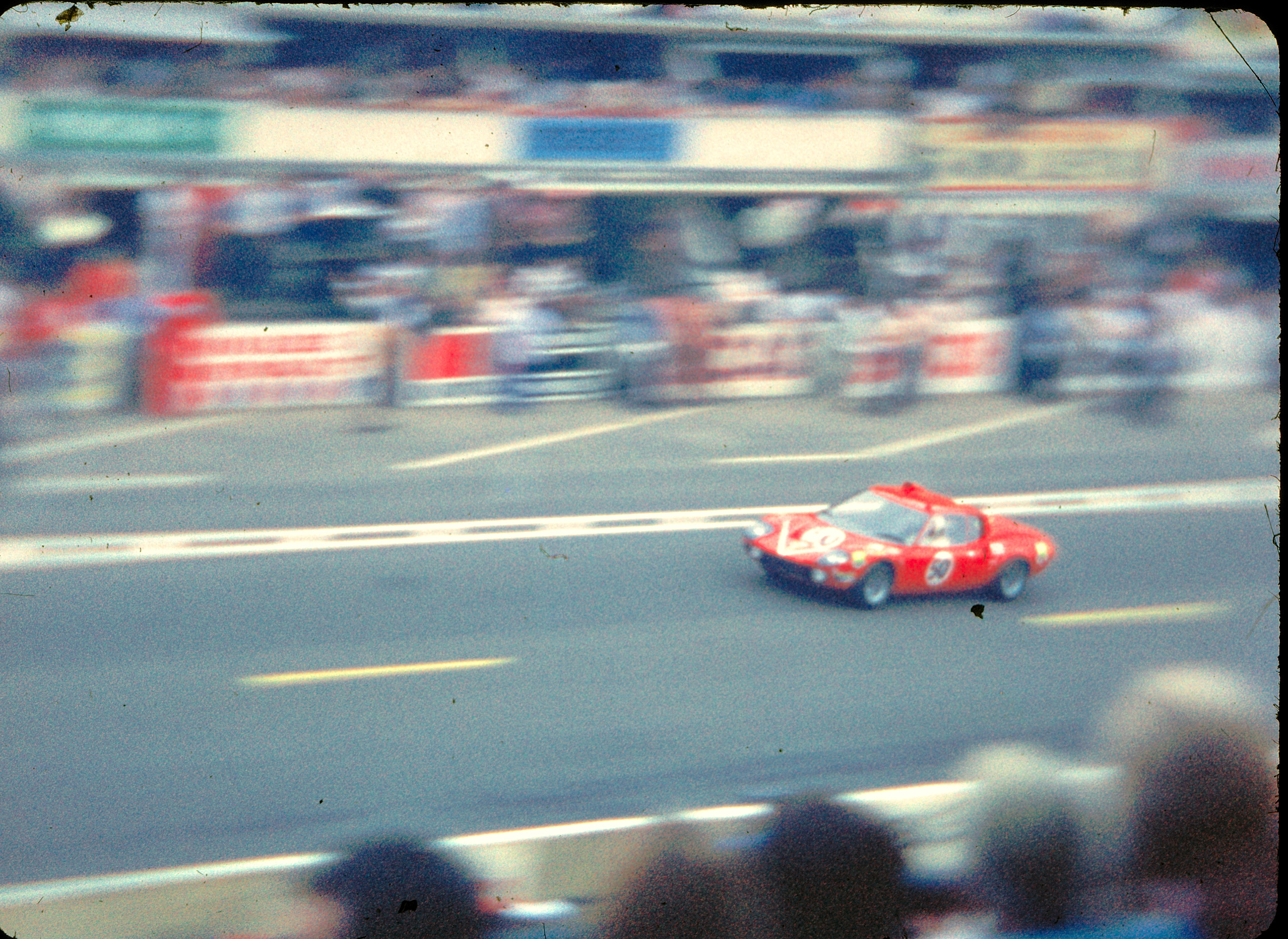
Der Ligier JS1 von Guy Ligier und Jean-Claude Andruet beim 24-Stunden-Rennen von Le Mans 1970

Der Ligier JS1 war ein Rennsportwagen, der 1969 von Ligier gebaut und 1969 und 1970 bei Sportwagenrennen eingesetzt wurde.

## Entwicklungsgeschichte
Der JS1 war der erste bei Ligier gebaute Rennwagen. Schon 1968 hatte Guy Ligier die Idee, einen Sportwagen – angelehnt an den Porsche 911 – zu entwickeln. Aber erst der ehemalige Renault-Techniker Michel Tetu, der 1969 zu Ligier kam, brachte das Projekt zum Laufen. 
Der JS1 wurde im September 1969 auf dem Pariser Autosalon vorgestellt. Der Wagen war ein Mittelmotor-Rennwagen mit einem Gitterrohrrahmen. Ursprünglich war ein 1,6-Liter-Cosworth-Motor eingebaut, der 1970 durch einen Cosworth FVC ersetzt wurde. Damit stieg die Motorleistung von 220 auf 240 PS (164 auf 184 kW). Die Karosserie aus glasfaserverstärktem Kunststoff hatte Pietro Frua entwickelt. Guy Ligier selbst bestritt 1969 mit der 1,6-Liter-Variante ein erstes Rennen, fiel aber bei der nationalen Veranstaltung mit Lagerschaden aus.

## Renngeschichte
1970 gewann Ligier mit dem JS1 Sportwagenrennen in Albi und Montlhéry, ehe das Team zum ersten Mal zum 24-Stunden-Rennen von Le Mans kam. Das Rennen 1970 markiert den Einstieg von Ligier in den internationalen Motorsport. Als Partner wurde Jean-Claude Andruet verpflichtet, der schon einige Erfolge im Rennsport hatte. Das Duo qualifizierte den Wagen an der 13. Stelle und lag unter den ersten zehn der Gesamtwertung, als das Rennen nach acht Stunden wegen anhaltender Probleme mit dem Zündverteiler aufgegeben werden musste.
Bei der Tour de France für Automobile 1970 setzte Ligier zwei Werkswagen ein. Beide Wagen erhielten neue Motoren. Ein Fahrzeug erhielt einen 2,6-Liter-V6-Motor aus einem Ford Capri, der zweite Wagen wurde mit einem 2,4-Liter-Weslake bestückt. Beide Wagen fielen jedoch aus.
Ligier baute nur drei JS1, da 1970 schon am Nachfolgemodell, dem JS2 gearbeitet wurde. Ein Wagen wurde vorbildlich restauriert und ist seit 2004 immer wieder bei Veranstaltungen für historische Rennfahrzeuge zu sehen.